# Acadèmia de la Llengua Maia
La Academia de la Lengua Maya (ALM, en maia U Molay ah Maya Than Ti Yucalpetén) és una institució mexicana creada en Mérida, Yucatán, l'any de 1937, a iniciativa del reconegut maianista Alfredo Barrera Vásquez amb la finalitat de la preservació de la llengua maia. Van ser membres fundadors de l'Acadèmia, entre d'altres, el mateix Barrera Vásquez, Antonio Mediz Bolio, qui va ser declarat més tard president honorari, Ermilo Solís Alcalá, Raúl Sobrino Campos i Santiago Méndez Espadas.
En l'actualitat l'ALM funciona dins de l'estructura de l'Institut de Cultura de Yucatán, dependència del govern de l'estat de Yucatán, amb seu a la Ciutat de Mèrida.

## Propòsits
Els objectius de l'Acadèmia van ser establerts així:
1. Ser un cos facultatiu que canalitzi tot el relatiu a la llengua maia en la Península de Yucatán, fent recerca lingüística en els idiomes de la família maia, especialment l'idioma maia pròpiament dit i els seus dialectes.
2. Fer apilament per al seu estudi i conservació de tot classe de documents antics o recents relacionats amb la llengua maia.
3. Promoure la conservació de la llengua maia en la península de Yucatán com a element viu de la cultura passada i present.
4. Promoure l'estudi de l'idioma maia peninsular procurant la generalització del seu ensenyament metòdic, particularment a les escoles de nens i joves, així com en l'àmbit familiar.
5. Desenvolupar accions socials en llengua maia per a benefici dels qui només parlen aquesta.
6. Editar i reimprimir documents, articles i llibres que tendeixin a aconseguir les finalitats i objectius de l'acadèmia.

## Tasques realitzades
Com a part de les tasques exercides per l'ALM en els últims 70 anys es troben: la reimpressió d'obres d'interès per la cultura maia com la Introducción al estudio de la lengua maya, escrita per Antonio Mediz Bolio; la col·laboració prestada per l'acadèmia en la compilació i edició del Diccionari Maia - Espanyol - Maya, Cordemex, coordinada per Alfredo Barrera Vásquez et al.; la promoció encaminada a l'existència de diverses radiodifusores que han emès en llengua maia en la Península de Yucatán; l'impuls donat a l'educació bàsica en llengua maia en les comunitats rurals de l'estat de Yucatán que es realitza permanentment a les escoles primàries de l'entitat; la traducció de diversos documents històrics relatius a la història dels maies en la península, destacant les 74 cartes (que es troben en la Secció Crescencio Carrillo y Ancona de la Biblioteca Central de Yucatán), relacionades amb l'anomenada guerra de Castes, traducció editada el 1991 per la Universitat Autònoma de Yucatán sota el títol d'Epistolario de la Guerra de Castas. Més tard, el 1995, aquest material fou publicat en llengua maia per l'ALM, en una coedició amb la Facultat de Ciències Antropològiques de l'UADY, sota el títol Maaya Ts'íibil Ju’uno’ob 1842-1866.